# Всеобщие выборы в Мозамбике (2014)
Всеобщие выборы в Мозамбике прошли 15 октября 2014 года. Граждане избрали депутатов центрального и регионального парламентов, и президента Мозамбика, причём действующему на тот момент главе государства Арманду Гебузе было конституционно запрещено баллотироваться на третий срок.

## Контекст
Выборы стали пятыми с момента подписания в 1992 году мирного соглашения, закончившего гражданскую войну, шедшую с 1975 года после провозглашения независимости, и первыми после заключения между Фронтом освобождения Мозамбика и Мозамбикским национальным сопротивлением в августе 2014 года договора о окончательном прекращении конфронтации. Между тем, около 80 % от 25 миллионов населения Мозамбика зарабатывают на жизнь трудом на земле, а сама страна занимает 139-е место из 189 стран в списке Всемирного банка по простоте ведения бизнеса.

## Кандидаты

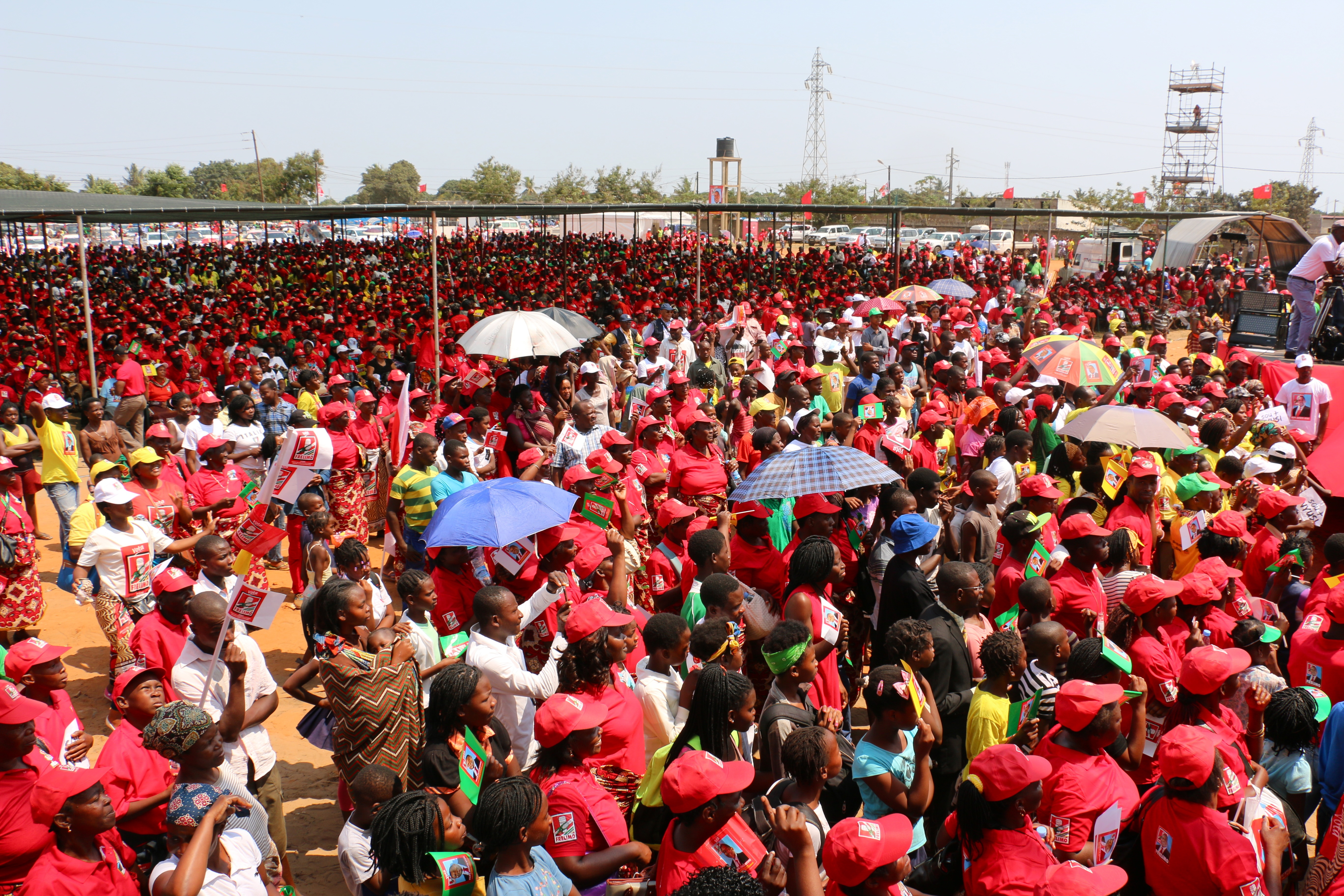
Предвыборный митинг сторонников «FRELIMO», 12 октября 2014 года

| Кандидат       | Партия | Партия                                           |
| -------------- | ------ | ------------------------------------------------ |
| Филипе Ниуссе  |        | Фронт освобождения Мозамбика (FRELIMO)           |
| Афонсу Длакама |        | Мозамбикское национальное сопротивление (RENAMO) |
| Давиз Симанго  |        | Демократическое движение Мозамбика               |

## Голосование
15 октября в Мозамбике открылись более 17 тысяч избирательных участков в 143 избирательных округах страны. По данным Национальной избирательной комиссии, из 25,8 млн человек населения для участия в выборах были зарегистрированы около 10,9 млн избирателей, кроме этого право голоса получили почти 90 тысяч граждан, проживающих за рубежом. За ходом голосования следили наблюдатели из Европейского союза, Центра Картера, Сообщества развития Юга Африки и Африканского союза. Филипе Ниуссе проголосовал со своей женой Лорой на избирательном участке в столице страны — Мапуту, как и Афонсу Длакама, а Давиз Симанго вместе с женой Кларой отдал свой голос в начальной школе города Бейра.

## Результат

### Президент
| Кандидат                         | Кандидат                       | Партия                                  | Голоса     | %     |
| -------------------------------- | ------------------------------ | --------------------------------------- | ---------- | ----- |
|                                  | Филипе Ниуссе                  | Фронт освобождения Мозамбика            | 2 778 497  | 57,03 |
|                                  | Афонсу Длакама                 | Мозамбикское национальное сопротивление | 1 783 382  | 36,61 |
|                                  | Давиз Симанго                  | Демократическое движение Мозамбика      | 309 925    | 6,36  |
| Недействительные/пустые бланки   | Недействительные/пустые бланки | Недействительные/пустые бланки          | 461 861    | -     |
| Всего                            | Всего                          | Всего                                   | 5 333 665  | 100   |
| Зарегистрированные голоса/явка   | Зарегистрированные голоса/явка | Зарегистрированные голоса/явка          | 10 964 978 | 48,64 |
| Источник: Mozambique News Agency |                                |                                         |            |       |

### Ассамблея
| Партия                                  | Голоса     | %     | Места | +/- |
| --------------------------------------- | ---------- | ----- | ----- | --- |
| Фронт освобождения Мозамбика            | 2 575 995  | 55,93 | 144   | -47 |
| Мозамбикское национальное сопротивление | 1 495 137  | 32,46 | 89    | +38 |
| Демократическое движение Мозамбика      | 384 538    | 8,35  | 17    | +9  |
| Прочие партии                           | 149 812    | 3,25  | 0     | 0   |
| Недействительные/пустые бланки          | 711 454    | -     | -     | -   |
| Всего                                   | 5 316 936  | 100   | 250   |     |
| Зарегистрированные голоса/явка          | 10 964 978 | 48,49 | -     | -   |
| Источник: Mozambique News Agency        |            |       |       |     |